# Gandersheim
Bad Gandersheim je lázeňské město se solnými prameny ve středním Německu, asi 65 km JZ od Braunschweigu a na západním úpatí pohoří Harz.

## Historie
Klášter Gandersheim byl založen roku 852 saským hrabětem Liudolfem, zakladatelem královského rodu Liudolfingů, kteří jej velmi podporovali. Trhové, mincovní a celní právo získalo město roku 990 od císařovny Theofano. V 10. století zde také žila Roswitha z Gandersheimu, latinská spisovatelka, básnířka a jeptiška. Kolem 1300 byl založen hraběcí hrad a 1327 se město vykoupilo z poddanství. Roku 1568 byl i klášter reformován, trval však jako luterský Damenstift dále až do roku 1803. Roku 1878 vznikly solné lázně a roku 1941 vznikl v blízkém Brunshausen koncentrační tábor, pobočka tábora Buchenwald.

## Doprava
Gandersheim leží blízko dálnice A7 a na silnici B 64 a má železniční spojení do Braunschweigu.

## Pamětihodnosti
- Klášterní kostel, založený 852 a přestavěný 1168, je otónská basilika se dvěma věžemi v průčelí, halovou kryptou a s gotickými přístavky.
- Radnice z roku 1580 s bohatou plastickou výzdobou
- Řada hrázděných měšťanských domů.
- Gotický klášterní kostel Brunshausen ze 14.-15. století

|  |  |  |  |  |